# 보스니아 헤르체고비나의 행정 구역
보스니아 헤르체고비나의 행정 구역은 크게 3가지로 나뉜다.
- 보스니아 헤르체고비나 연방
- 스릅스카 공화국
- 브르치코 행정구

## 개요

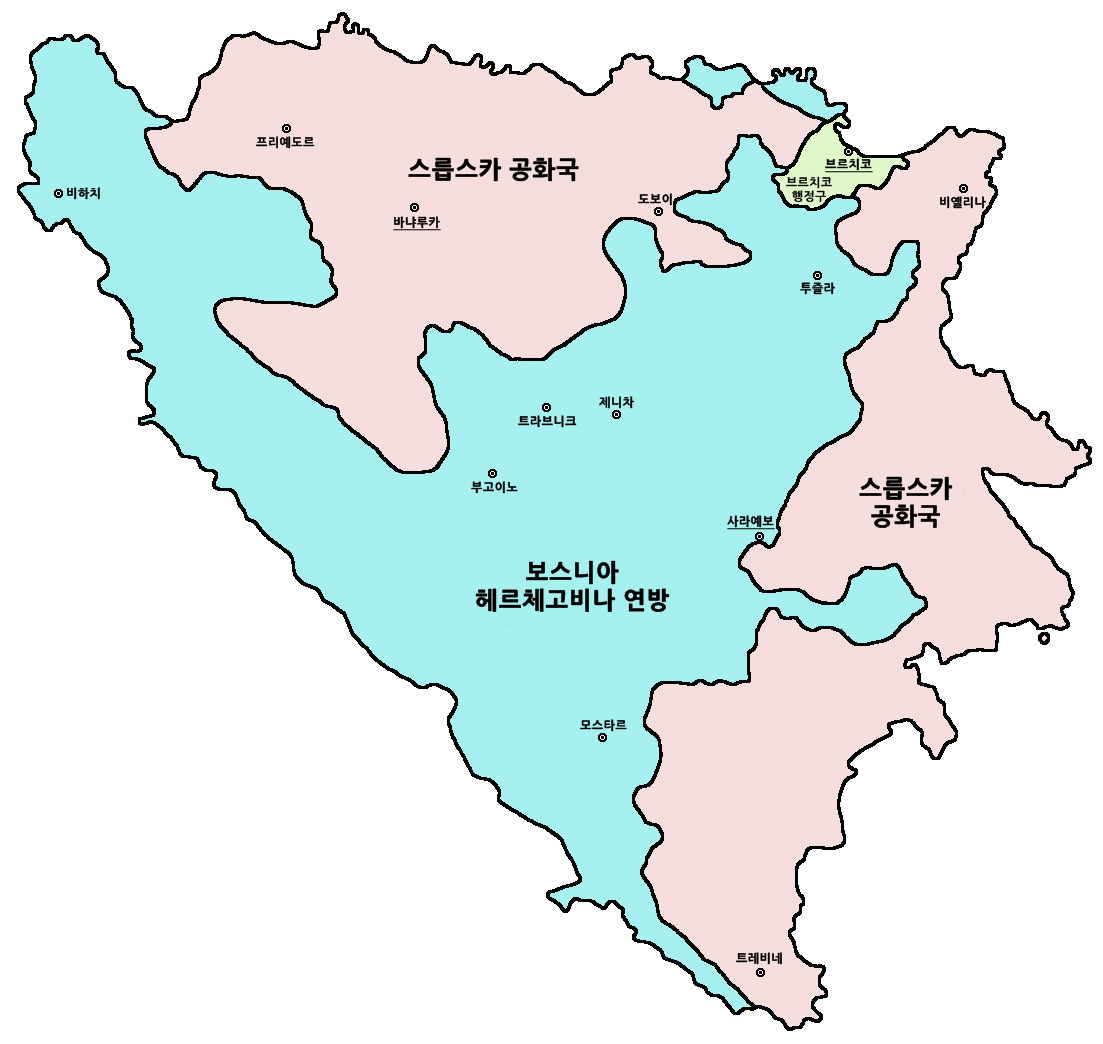
보스니아 헤르체고비나 지도

1995년 데이턴 협정이 체결된 뒤부터 보스니아 헤르체고비나에는 공식적인 2개의 구성체가 신설되었다. 보스니아 헤르체고비나 연방은 보스니아인과 크로아티아인이 주를 이루고 있고 스릅스카 공화국은 세르비아인이 주를 이루고 있다. 이들 구성체는 각각 보스니아 헤르체고비나 전체 국토의 절반 정도를 차지하고 있다. 현재 보스니아 헤르체고비나에는 3대 주요 민족의 동등한 권리가 보장되어 있다.
2개의 구성체인 보스니아 헤르체고비나 연방과 스릅스카 공화국은 각 영역의 내정에 관한 기능을 담당하고 있다. 이들 구성체는 각각 독자적인 행정부를 갖고 있고 독자적인 국기, 국장, 대통령, 의회, 경찰, 관세, 우편 시스템을 두고 있다. 각 구성체의 경찰은 내무부의 감독하에 운영되고 있다. 오늘날 보스니아 헤르체고비나의 군대는 통합되어 있지만 2005년까지는 각 구성체가 군대를 보유하고 있었다.
각 구성체의 경계는 지형이 아닌 정치적 합의에 의해서 결정되었는데 이는 각 지역의 민족 분포와 전쟁 당시의 세력 분포를 바탕으로 결정되었다. 각 구성체의 경계 지점에는 검문소 등이 설치되어 있지 않기 때문에 자유롭게 왕래할 수 있다.

### 브르치코 행정구
보스니아 헤르체고비나 북동부에 위치한 도시인 브르치코는 브르치코 행정구에 속한다. 브르치코 행정구는 보스니아 헤르체고비나에서 "제3의 구성체"로 여겨진다. 공식적으로는 스릅스카 공화국과 보스니아 헤르체고비나 연방 양측에 속한다고 규정되어 있지만 현재는 국제적인 감시하에 있다.

### 하위 행정 구역
보스니아 헤르체고비나 연방은 10개 주로 구성되어 있다. 이들 주는 독자적인 행정부를 갖고 있으며 주 아래에는 지방 자치체를 두고 있다. 한편 스릅스카 공화국에는 주가 없으며 그 대신 지방 자치체를 두고 있다. 스릅스카 공화국은 7개 지방으로 구성되어 있지만 이들 지방은 독자적인 행정부를 갖고 있지 않다.